# El regreso de los siete magníficos
El regreso de los siete magníficos (en inglés, Return of the Seven) es una película de spaghetti western de 1966 dirigida por Burt Kennedy, en la que solo repetía Yul Brynner como actor en Los siete magníficos, y volvía a interpretar el personaje de Chris Adams. El personaje de Vin fue interpretado por Robert Fuller e intervinieron, entre otros, Fernando Rey y Elisa Montés.
La película se rodó en España y sufría ya las influencias del western europeo de la primera época.

## Argumento
La película comenzaba con el asalto de un poblado mexicano donde vive Chico, personaje interpretado por el alemán Horst Buchholz en la primera película, y por el español Julián Mateos en esta segunda. La noticia del percance de su antiguo compañero hace que Chris y Vin, los otros supervivientes de la primera película, reúnan un grupo para socorrerlo.

## Reparto
- Yul Brynner como Chris Adams.
- Robert Fuller como Vin.
- Julián Mateos como Chico.
- Warren Oates como Colbee.
- Claude Akins como Frank.
- Elisa Montés como Petra.
- Fernando Rey como Priest.
- Emilio Fernández como Francisco Lorca.
- Virgílio Teixeira como Luis Emilio Delgado.
- Rodolfo Acosta como Lopez.
- Jordan Christopher como Manuel.